# تیرا (شبیه‌سازی کامپیوتری)
تیرا یک شبیه‌سازی کامپیوتری است که توسط بوم Thomas S. Ray در اوایل دهه ۱۹۹۰ توسعه یافت؛ که در آن برنامه‌های کامپیوتری برای زمان (واحد پردازش مرکزی (CPU) زمان) و فضا (دسترسی به حافظه اصلی) رقابت می‌کنند. در این زمینه، برنامه‌های کامپیوتری در تیرا برای قابلیت رشد و نمو در نظر گرفته می‌شوند. برنامه‌های می‌توانند جهش، خودتکراری و ترکیب را داشته باشند. ماشین مجازی تیرا با زبان سی نوشته شده است. این عمل بر روی مجموعه دستور العمل‌های سفارشی اعمال می‌شود تا به تغییر و ثبت کدها کمک کند. این ویژگی‌ها شامل پرش به قالب می‌باشد. (به عنوان مخالف به وابسته یا پرش مطلق شایع‌ترین مجموعه دستور العمل‌ها است).

## شبیه‌سازی
مدل پایه تیرا برای تجربه‌های اکتشافی در پردازش‌های پایه silico استفاده می‌شود.
بر طبق توماس اس، ری و دیگران این ممکن است اجازه بیشتری به تکامل باز_پایان دهد؛ که در آن پویایی بازخورد بین تکاملی و فرایندهای زیست‌محیطی می‌تواند به خودی خود در طول زمان تغییر (دیدن evolvability) اگر چه این ادعا شده است متوجه شدم مانند دیگر دیجیتال تکامل سیستم‌های آن در نهایت به نقطهای می‌رسد که تازگی متوقف می‌شود و این سیستم در مقیاس بزرگ آغاز می‌شود یا حلقه یا متوقف به تکامل'. موضوع نحوه درست باز تکامل می‌تواند اجرا شود در یک سیستم مصنوعی است که هنوز هم یک سؤال باز در این زمینه از زندگی مصنوعیاست.

## خواندن اضافی
- Bentley, Peter, J. 2001, "Digital Biology:How Nature is transforming Our Technology and Our Lives", Simon & Schuster, New York, NY. Previously published in Great Britain in 2001 by Headline Book Publishing.
- Ray, T. S. 1991, "Evolution and optimization of digital organisms", in Billingsley K.R. et al. (eds), Scientific Excellence in Supercomputing: The IBM 1990 Contest Prize Papers, Athens, GA, 30602: The Baldwin Press, The University of Georgia. Publication date: December 1991, pp.  489–531.
- Casti, John L. (1997). Would-Be-Worlds. John Wiley & Sons, Inc. New York ISBN 0-471-12308-0